# CFR Ferry-Boat

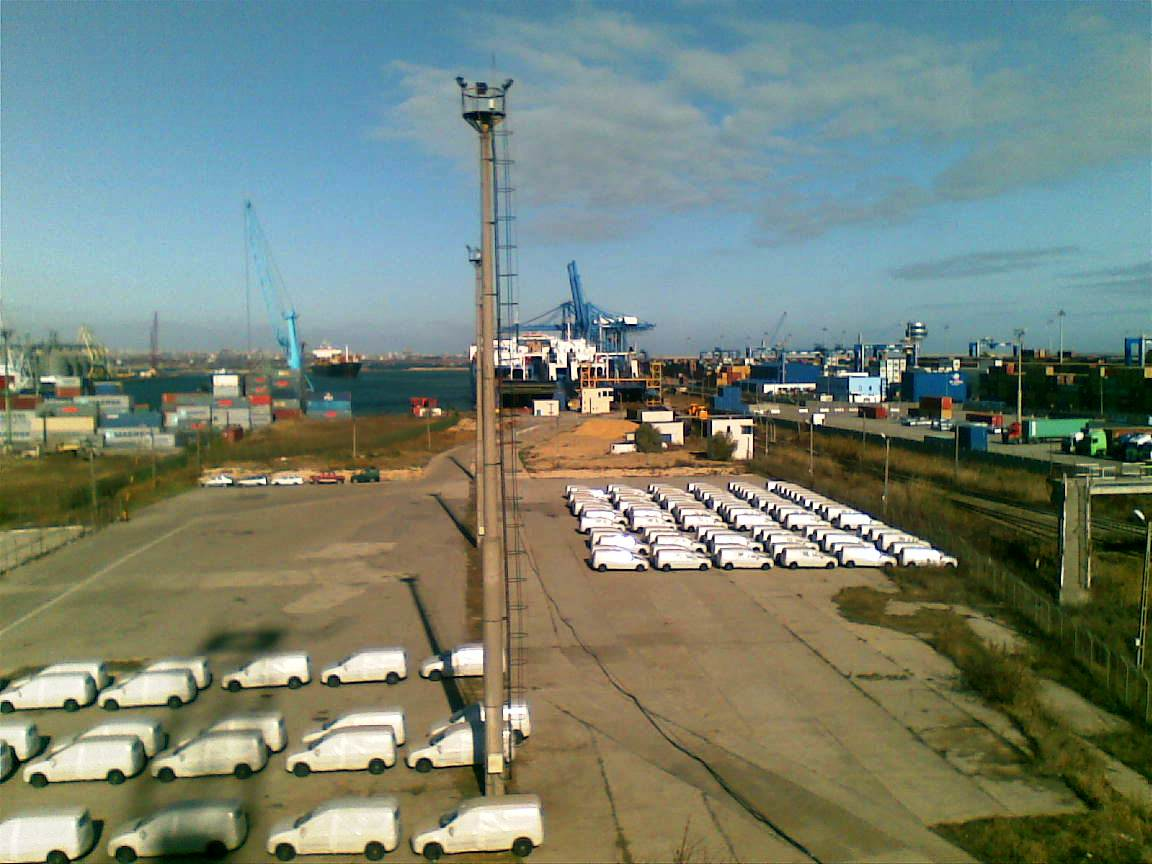
terminalul CFR Ferry-Boat in portul Constanta, în fundal se văd navele Mangalia și Eforie ancorate

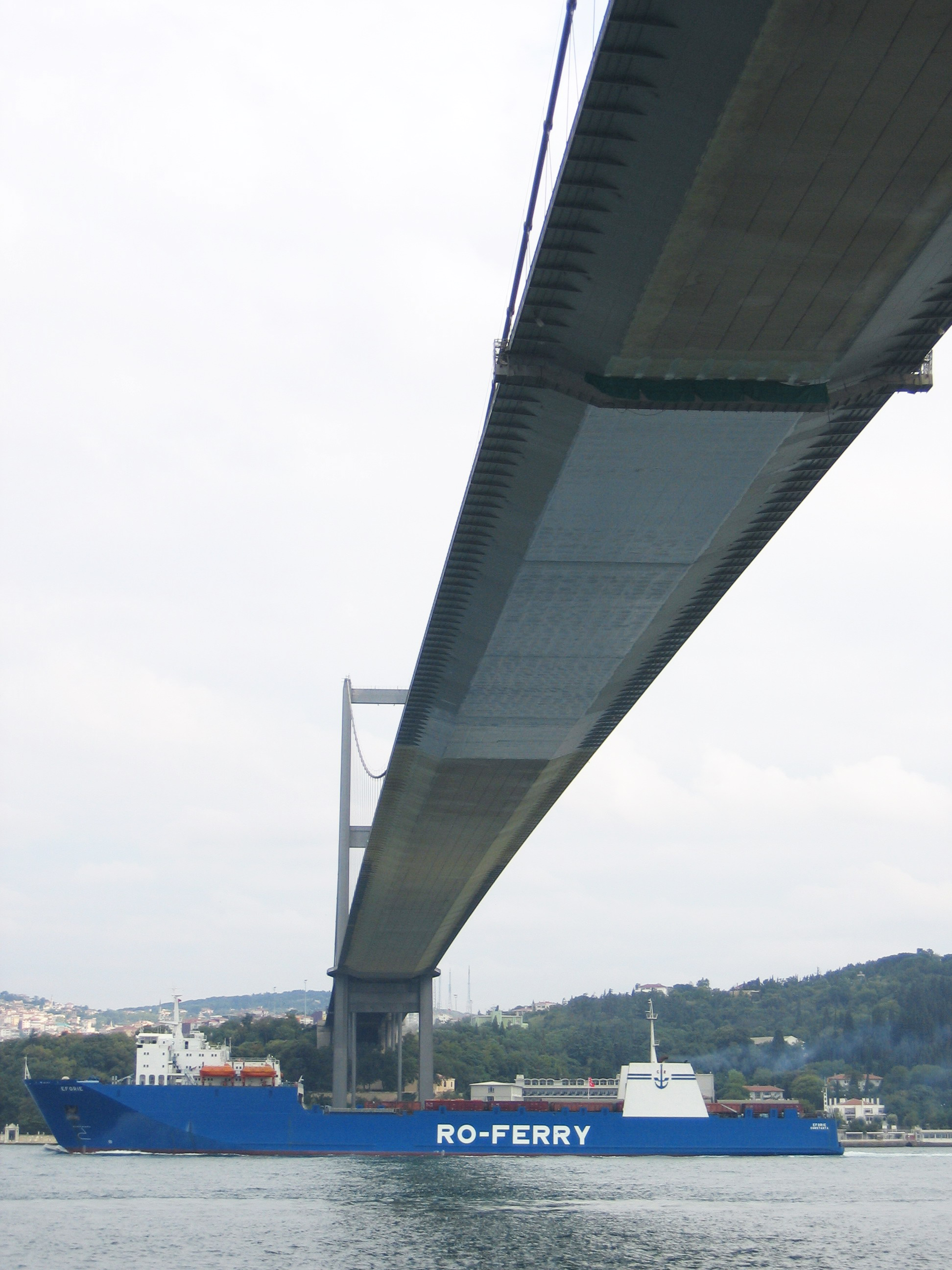
Nava CFR Eforie in Bosfor

SC TMC CFR Ferry-Boat SA este o companie de transport maritim din România.
A fost înființată în anul 2007, printr-o hotărâre de guvern, ca filială a CFR Marfă.
Firma deține două nave ferry-boat, respectiv Eforie și Mangalia, construite în 1991 și 1988 pentru a asigura transportul vagoanelor, containerelor și camioanelor TIR între porturile Constanța și Samsun (Turcia), în condițiile în care, până în anul 1990, exista un trafic important între România și țările asiatice, în special Turcia și Iran.
Cele două nave au un deplasament de 12.000 tdw fiecare și pot încărca la bord 40 de tiruri sau 40 de vagoane.
Linia de feribot face parte din Coridorul IV Pan European, care ar trebui să facă legătura cu Asia.
Cele două nave, Mangalia și Eforie, au fost oprite la țărm în august 2008, respectiv mai 2009.
Statul român, printr-o decizie a Consiliului Suprem de Apărare a Țării (CSAT) a decis ca cele două nave să fie păstrate în stare de funcțiune, având statut de „dotări strategice din punct de vedere militar”.
În prezent feriboturile sunt ținute în stare de conservare și au fost scose la mezat.
Număr de angajați în 2010: 95
La începutul lui 2011 CN Administrația Porturilor Maritime SA a decis să preia CFR Ferry Boat.